# The Wicker Man (film, 1973)
Pour les articles homonymes, voir The Wicker Man.
Pour plus de détails, voir Fiche technique et Distribution.
The Wicker Man, parfois connu sous le titre Le Dieu d'osier, est un film britannique réalisé par Robin Hardy, sorti en 1973.
C'est une adaptation du roman Ritual de David Pinner, paru en 1967.

## Synopsis
Le sergent de police Neil Howie (Edward Woodward) se rend à Summerisle, une île éloignée des Hébrides, pour enquêter sur la disparition d'une jeune fille, Rowan Morrison (Gerry Cowper (en)), à propos de laquelle il a reçu une lettre anonyme. Howie, chrétien dévot, est troublé de voir les habitants de l'île rendre hommage aux dieux païens celtes. Ils copulent ouvertement dans les champs, incluent des enfants dans des célébrations du 1er mai (Beltaine), leur enseignent l'association phallique de l’arbre de mai, placent des crapauds dans leur bouche pour soigner les maux de gorge. Les insulaires, y compris la mère de Rowan (Irene Sunters (en)), semblent tenter de contrecarrer son enquête en affirmant que Rowan n’a jamais existé.
Pendant son séjour au Green Man Inn, Howie remarque une série de photographies de la fête des récoltes annuelles, montrant chacune une jeune fille sous le nom de May Queen. La photo de la fête la plus récente manque étrangement ; l'aubergiste (Lindsay Kemp) affirme que le cadre est cassé. Sa fille, Willow (Britt Ekland), tente de séduire Howie, mais il refuse ses avances.
Howie va à l'école locale et s'informe de Rowan parmi les élèves, mais tous nient son existence. Il vérifie le registre de l'école et y trouve le nom de Rowan. Il interroge l'institutrice, qui lui parle de sa tombe. Après avoir vu la sépulture de Rowan, Howie va rencontrer le maître de l'île, Lord Summerisle (Christopher Lee), pour obtenir l'autorisation d'exhumation. Summerisle lui explique que son grand-père, un agronome de l'époque victorienne, a développé des souches d'arbres fruitiers qui prospèrent sous le climat écossais, et a encouragé la conviction chez les insulaires que les anciens dieux protégeraient les nouvelles souches pour apporter la prospérité à l'île. Les générations suivantes ont adopté ces croyances néo-païennes, où la réincarnation remplace la résurrection de la foi chrétienne.
Howie trouve la photographie manquante, qui montre Rowan debout au milieu de caisses vides : la récolte avait été désastreuse. Ses recherches révèlent que, lorsqu'il y a une mauvaise récolte, les habitants de l'île font un sacrifice humain pour que la récolte suivante soit abondante. Il en arrive à la conclusion que Rowan est en vie et a été choisie pour être sacrifiée.
Lors de la célébration du 1er mai, Howie assomme l’aubergiste afin de lui voler son costume (celui de Punch, le fou) et de s’infiltrer dans le défilé. Quand, au terme de la procession, il semble que les villageois sont sur le point de sacrifier Rowan, il la libère et s'enfuit avec elle dans une caverne. À la sortie, ils sont accueillis par les habitants de l'île auprès de qui Rowan retourne joyeusement.
Lord Summerisle explique à Howie que Rowan n’a jamais été la victime choisie pour le sacrifice et que c'est lui, Howie, qui a été choisi. Il répond aux quatre exigences des dieux : il est venu de son plein gré, avec « le pouvoir d'un roi » (en représentant la loi), il est vierge et c'est un imbécile. Howie tente de convaincre Summerisle et les habitants que les arbres fruitiers sont définitivement morts et promet à Summerisle que les villageois se retourneront contre lui et le sacrifieront l'été prochain avec la prochaine mauvaise récolte. Summerisle clame de façon véhémente que le sacrifice du « fou insensé, roi et vierge » sera accepté et que la prochaine récolte sera bonne.
Les villageois enferment Howie à l'intérieur d'une statue géante d'un « homme d'osier », l'enflamment et, en formant un cercle autour du bûcher, chantent la chanson folklorique Sumer Is Icumen In. Howie, terrifié, entouré par les flammes, récite le psaume 23 et prie le Christ. Il maudit les insulaires avant de mourir. La tête de l'« homme d'osier » s'effondre, révélant le soleil couchant.

## Fiche technique
- Titre français : The Wicker Man ou Le Dieu d'osier[3]
- Titre original : The Wicker Man
- Réalisation : Robin Hardy, assisté de Jake Wright et Brian W. Cook (non crédité)
- Scénario : Anthony Shaffer, d'après le roman de David Pinner, Ritual (non crédité)
- Production : Peter Snell
- Photographie : Harry Waxman
- Musique : Paul Giovanni
- Montage : Eric Boyd-Perkins
- Décors : Seamus Flannery
- Costumes : Sue Yelland
- Société de production : British Lion Film Corporation
- Sociétés de distribution : British Lion Film Corporation (UK), Warner Bros. (USA)
- Pays d'origine :  Royaume-Uni
- Langue originale : anglais
- Format : couleur (Eastmancolor) — 35 mm — 1,85:1 — son mono
- Genre : policier, fantastique, drame, folk horror[1]
- Durée : 94 minutes
- Dates de sortie :
  - Royaume-Uni : 6 décembre 1973
  - France : 10 janvier 2007

## Distribution

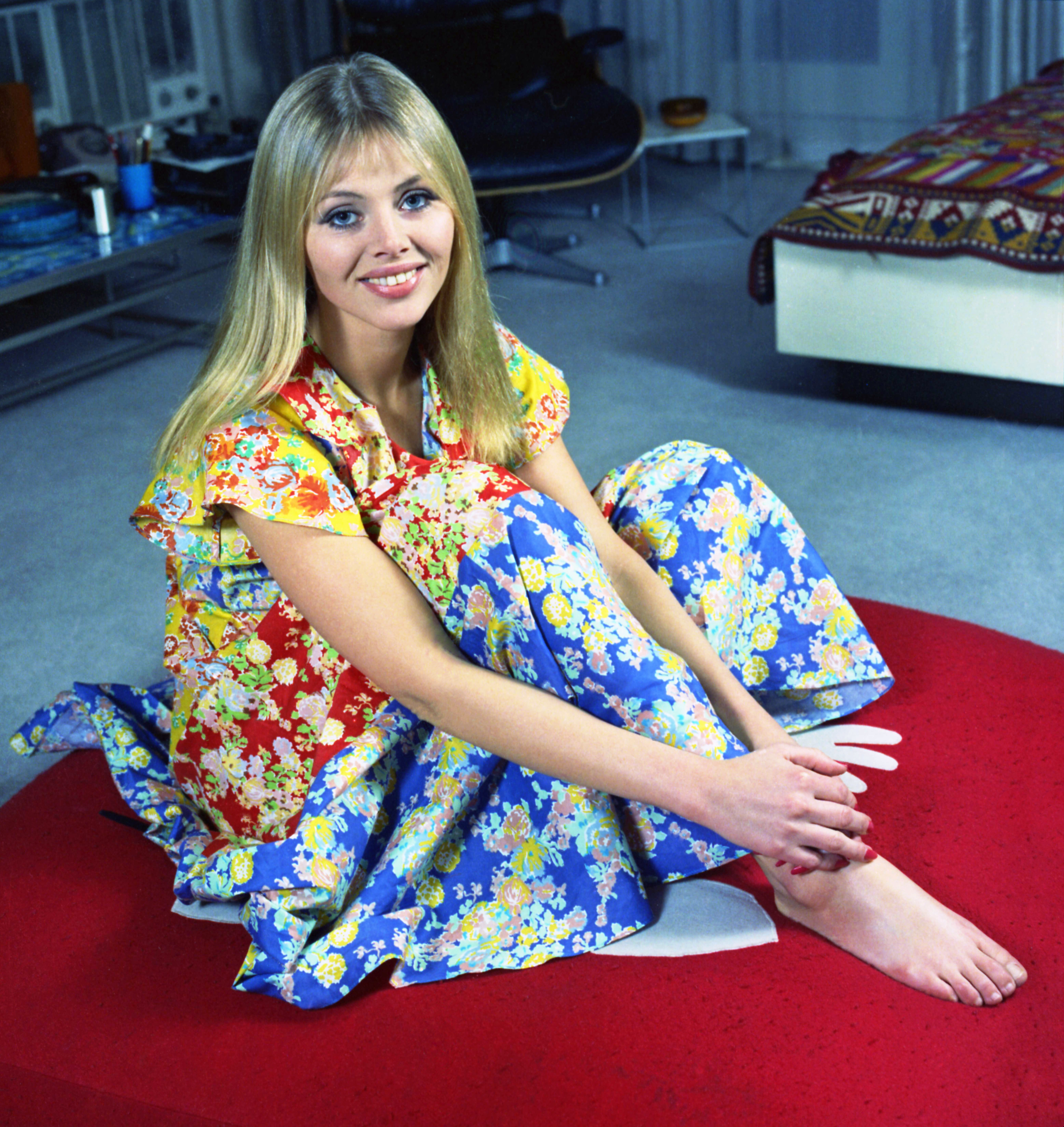
L'actrice suédoise Britt Ekland en 1972.

- Edward Woodward : le sergent Neil Howie
- Christopher Lee : Lord Summerisle
- Gerry Cowper (en) : Rowan Morrison
- Diane Cilento : Miss Rose
- Ingrid Pitt : la bibliothécaire
- Britt Ekland : Willow
- Lindsay Kemp : Alder MacGreagor
- Russell Waters (en) : le capitaine du port
- Aubrey Morris : le vieux jardinier/ le fossoyeur
- Irene Sunters (en) : May Morrison
- Walter Carr : le maître d'école
- Fiona Kennedy : Holly
- John Hallam : l'agent McTaggert (version longue)
- John Sharp : le docteur Ewan (version longue)
- Paul Giovanni : un des musiciens (non crédité)
- Robin Hardy : le pasteur (non crédité)
- Annie Ross : doublage voix de Britt Ekland (non créditée)

## Production
Les producteurs ont obligé le réalisateur à tourner d'octobre à décembre en pleine Écosse, ce qui ne fut pas sans mal pour les acteurs, alors que le film se déroule dans une ambiance printanière, cadre des réjouissances et rituels païens de la fête du 1er mai.
Pour son scénario, le scénariste Anthony Shaffer et le réalisateur Robin Hardy se documentèrent abondamment sur les croyances et les rituels païens, dont le film, qui mêle thriller, film fantastique, film d'horreur et film documentaire (Hardy est originellement documentariste), s'inspire librement.
Une fois le film terminé, il a été amputé de plusieurs scènes, et aucune copie intégrale de la version originale n'a pu être préservée.

## Réception
Les coupures et une mauvaise distribution du film à sa sortie au Royaume-Uni n'empêchèrent pas les louanges des critiques et du public.
The Wicker Man est aujourd'hui considéré comme l'un des meilleurs films britanniques ; il est classé par le British Film Institute en 96e position dans sa liste des 100 meilleurs films jamais produits au Royaume-Uni.
Christopher Lee, qui accepta de jouer gratuitement, considère que c'est le meilleur film de sa carrière.
Par son mélange des genres, le film est vu comme l'un des premiers représentants du folk horror,.

## Distinctions

### Récompenses
- 1979 : Saturn Awards du meilleur film d'horreur
- 1974 : Licorne d'or au festival international du film fantastique et de science-fiction de Paris

### Nominations
- 1979 : Saturn Awards
  - « meilleur acteur » pour Christopher Lee
  - « meilleur réalisateur » pour Robin Hardy
  - « meilleure musique » pour Paul Giovanni
  - « meilleur scénario » pour Anthony Shaffer
- 2006 : 11e cérémonie des Satellite Awards, catégorie « meilleur dvd classique »

## Restauration
Dès le tournage terminé, Christopher Lee n'a eu de cesse de dénoncer l'opération de sabotage de l'exploitation du film par les membres de la direction fraîchement installés à la tête de la production. Sa durée initiale de plus de 100 minutes fut en effet ramenée à un peu moins de 90 pour une sortie sans promotion dans le circuit des salles à doubles programmes, d'ordinaire réservé aux petites productions bâclées et aux titres en fin de carrière.
Quand une démarche de restauration du montage initial fut envisagée, plus personne ne sut localiser les bobines de négatifs, supposées mises au rebut et détruites. Une copie de travail du premier montage resurgit néanmoins des années plus tard dans les archives de Roger Corman qui avait un temps envisagé de le distribuer sur le territoire américain.

## Postérité
- Le chanteur Rod Stewart racheta les copies du film en raison du fait que sa compagne de l'époque, Britt Ekland, y apparaît nue[7]. Ironiquement, la plupart des plans de nus (notamment intégraux) furent effectués par une doublure.
- Un remake, également intitulé The Wicker Man, réalisé par Neil LaBute avec Nicolas Cage est sorti en 2006.

## Hommages
- Film culte, tant par son sujet que par sa bande-son folk psychedelic, ce film a influencé de nombreuses œuvres. Il a notamment inspiré la chanson The Wicker Man de l'album Brave New World (2000) au groupe Iron Maiden et, en 2016, le clip vidéo de la chanson Burn The Witch du groupe Radiohead.
- Larry Harvey, initiateur du festival Burning Man, prétend n'avoir pas vu le film avant sa création, et qu'il n'y a donc aucun rapport entre les deux.
- Le groupe Nature And Organisation (Michael Cashmore et David Tibet de Current 93), dans l'album Beauty Reaps The Blood Of Solitude (1994) reprend la chanson Wicker Man Song créditée comme provenant d'une œuvre traditionnelle. Ce morceau est aussi l'ouverture du EP A Dozen Summers Against The World (1994), chantée par Rose McDowall.
- La fin l'épisode de South Park Le Nouveau Look de Britney est une parodie de la fin du film.

### Vidéographie
- zone 2 : The Wicker Man, StudioCanal coll. « Cinéma de quartier », 2003  (EAN 3-259130-126990) L'édition 2 dvd comprend e.a. les 2 versions existantes du film, une présentation par Jean-Pierre Dionnet, un documentaire de 35 minutes, The Wicker Man Enigma, et une interview d'archive de Christopher Lee et Robin Hardy…